# Hannah Ocuish
Hannah Ocuish   (New London, març 1774 - New London, 20 de desembre de 1786) també anomenada "Occuish", fou una noia nord-americana de 12 anys nativa de la tribu Pequot amb una discapacitat intel·lectual que va ser penjada el 20 de desembre de 1786, a New London (Connecticut). És coneguda per ser la persona més jove executada als Estats Units.

## Biografia
Ocuish va ser acusada de matar Eunice Bolles de sis anys d'edat, la filla d'un pagès ric, després que es barallessin per unes maduixes. L'assassinat va ser informat el 27 de juliol de 1786 al diari Norwich Packet de Connecticut.
L'evidència única contra seva va ser la confessió al·legada als detectius. Ocuish, però segons es digué, havia dit abans de la seva confessió al·legada que havia vist quatre nois prop de l'escena. Durant el judici d'Ocuish, semblava desconcertada i tranquil·la, ja que la resta dels presents, inclòs el jutge present, van plorar diverses vegades al llarg del procés. A la seva execució, va donar les gràcies al xèrif per la seva bondat mentre va fer un pas endavant per ser penjada. Els espectadors de l'execució van dir que Ocuish "semblava tenir molta por i semblava voler que algú l'ajudés". La culpa d'Ocuish mai no ha estat comprovada ni refutada de manera completa.
Henry Channing, un ministre, va publicar un sermó titulat "God Admonishing His People of their Duty ... a Sermon ... Occasioned by the Execution of Hannah Ocuish, a Mixed Girl, Aged 12 Years and 9 Months, for the Murder of Eunice Bolles, Aged 6 Years and 6 Months" sobre el cas.
Karen Halttunen, un professor d'història a la Universitat de Califòrnia a Davis, resumí el delicte:
| « | (anglès) On the 21st of July, 1786, at about 10 o'clock in the morning, the body of the murdered child was found in the public road leading from New-London to Norwich, lying on its face near to a wall ... The neighborhood turned out to hunt for the murderer; Hannah was questioned and claimed that she had seen four boys near the scene of the crime. When a search failed to turn them up, Hannah was interrogated again, and then taken to the Bolles home to be charged with homicide in the presence of the dead child. She burst into tears and confessed. Only at this late point in the narrative is the reader offered a sequential account of the crime. Five weeks earlier, Eunice had reported Hannah for stealing fruit during the strawberry harvest, and Hannah had plotted revenge. Catching sight of her young enemy headed for school one morning, Hannah had lured Eunice from her path with a gift of calico, then beat and choked her to death. | (català) El 21 de juliol de 1786, cap a les deu del matí, es va trobar el cos la víctima assassinat a la via pública que conduïa de New-London a Norwich, estirada de cara prop d'una paret... El barri va sortir a buscar a l'assassí; Hannah va ser interrogada i va afirmar que havia vist quatre nois a prop del lloc del crim. Quan no es va poder fer una recerca, Hannah va ser interrogada de nou i després conduïda a casa de Bolles per acusar-la d'homicidi en presència de la víctima. Va esclatar a plorar i va confessar. Només en aquest punt final de la narració el lector ofereix un relat seqüencial del crim. Cinc setmanes abans, Eunice havia denunciat a Hannah per haver robat fruita durant la collita de maduixes i Hannah havia orquestrat una venjança. Quan va veure la víctima que es dirigia a l'escola un matí, Hannah va apartar Eunice del seu camí amb una tela de calico, i després la va colpejar i sufocat fins a morir. | » |
| — | | |   |